# Stłumienie
Stłumienie (niem. Unterdrückung, fr. répresion, ang. suppression); funkcjonuje także inne określenie – supresja.
Pojęcie pochodzące z języka psychoanalizy; jeden z mechanizmów obronnych. Oznacza ono świadome odwrócenie uwagi od pewnej – aktualnie świadomej – treści psychicznej, na skutek czego myśl ta staje się przedświadoma. Bezpośrednią motywacją stłumienia są opory moralne, których źródłem jest druga cenzura, której istnienie między świadomością a przedświadomością postulował Zygmunt Freud.
PrzykładW czasie rozmowy z drugą osobą przychodzi na myśl pewien drażliwy temat, który w luźny sposób łączy się z treścią dotychczasowej rozmowy. Jednakże stwierdzam, że treść nowego wątku będzie niestosowna w tej rozmowie, dlatego ją pomijam.